# Gotha Andersen
Oskar Johannes Gotha Andersen (29. januar 1921 i København – 12. marts 1984 i Sundby) var en dansk skuespiller.
Han var uddannet skolelærer og fortsatte med at udøve dette erhverv livet igennem sideløbende med sine roller indenfor skuespilfaget.
Han debuterede i 1948 i Vedbæk-Revyen og fik sin første lille rolle på film i Nålen fra 1951.
Han nåede at indspille en række film, men huskes måske mest fra en række optrædener i tv, som f.eks. i Flid, fedt og snyd, Syg og munter, Tyllefyllebølleby Banegård, Svend, Knud og Valdemar og Sonja fra Saxogade.
Sin sidste rolle fik han i Forbrydelsens element fra 1984.
Begravet på Sundby Kirkegård.

## Film
Gotha Andersen har medvirket i følgende danske film
- Nålen
- Rend mig i revolutionen
- Med kærlig hilsen
- Ballade på Christianshavn
- Tandlæge på sengekanten
- Bordellet
- Lenin, din gavtyv
- Man sku' være noget ved musikken
- Operation Kirsebærsten
- Olsen-bandens store kup
- Mig og Mafiaen
- Olsen-banden går amok
- Romantik på sengekanten
- Piger i trøjen
- Da Svante forsvandt
- Brand-Børge rykker ud
- Pas på ryggen, professor
- Agent 69 Jensen i Skyttens tegn
- Fængslende feriedage
- Lille Virgil og Orla Frøsnapper
- Undskyld vi er her
- Kniven i hjertet
- Thorvald og Linda
- Koks i kulissen
- Med lille Klas i kufferten
- Forbrydelsens element

## Tv-serier og julekalendre
- Sørøver Sally
- Huset på Christianshavn
- Tyllefyllebølleby Banegård (1972-1973)
- Kikkebakkeboligby (julekalender)
- Een stor familie
- familien Fab (den sure busk)